# Passage Tomb von Cross

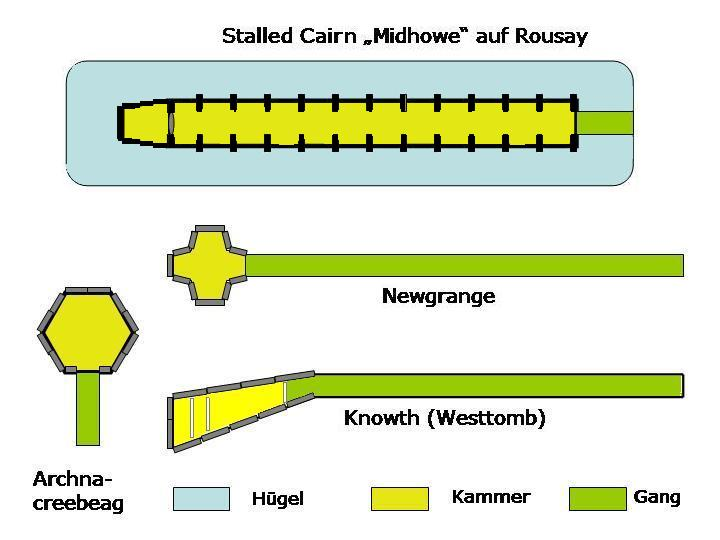
Schema der Passage Tombs

Das Passage Tomb von Cross liegt auf einem Hügel im Townland Cross bei Cushendun im County Antrim in Nordirland.
Das Passage Tomb liegt in den Resten eines Rundhügels von etwa 15 m Durchmesser, von dem einige Randsteine erhalten sind. Ein etwa einen Meter langer, nach Norden gerichteter Gang, führt zu einer zur Hälfte mit Schutt gefüllten ovalen Kammer, die etwas mehr als 1 m breit und 1,5 m lang ist und fünf erhaltene Granitsteine besitzt. Der Gang war ursprünglich wahrscheinlich länger – es gibt davor ein paar leicht verschobene Steine. Interessant ist, dass der Gang auf den östlichsten Punkt von Rathlin Island ausgerichtet ist. Eine große Platte neben der Megalithanlage ist wahrscheinlich ein verlagerter Deckstein der Kammer.
Cross ist ein Scheduled Monument. In der Nähe liegen Altagore Cashel und das Passage Tomb von West Torr.